# Zwenkau
Zwenkau es un municipio alemán situado en el  distrito de Leipzig, en el estado de Sajonia. Situado entre los ríos Elster Blanco y Pleiße, se encuentra en la zona llamada Leipziger Tieflandsbucht (Tierras Bajas de Leipzig) e incluye partes de la zona protegida Elsteraue y Calle del lignito en el centro de Alemania.

## Geografía
La ciudad queda a alrededor de 15 km al sur de Leipzig y 3 km al noroeste del lugar industrial Böhlen / Lippendorf que es su seña de identidad, Estación de energía Lippendorf.  Una antigua mina a cielo abierto que se extiende desde el noreste de Zwenkau hacia el noroeste fue establecida el 30 de septiembre de 1999 y actualmente se está rehabilitando y convirtiendo en el lago Zwenkau. Hay localidades menores que pertenecen a Zwenkau:
- los suburbios Kötzschbar, Imnitz y Löbschütz
- las ciudades rurales Großdalzig, Mausitz, Kleindalzig, Tellschütz, y Zitzschen (desde el 1 de octubre de 1993)
- la ciudad de Rüssen-Kleinstorkwitz y su aldea Döhlen (desde el 1 de octubre de 1996)

Las zonas rurales de la histórica ciudad de Eythra y partes de Bösdorf, ambas abandonadas en favor de los depósitos de lignito en los años 1980, también están administradas por la ciudad de Zwenkau y están limítrofes en el oeste.

## Historia
De la época preindustrial destaca la colonización prehistórica de la zona, como confirman hallazgos arqueológicos que datan de alrededor del año 6000 a. C. 
Zwenkau es una de las ciudades más antiguas de lo que hoy es Sajonia. Como asentamiento eslavo, la mención documentada más antigua conocida data de 974 donde se la describe como Civitas en Gau Chutizi.
En 1929 las ciudades de Imnitz y Kotzschbar que inmediatamente conextaban al sur del área urbana de Zwenkau se fusionaron.

## Demografía
A la sombra del desarrollo de Leipzig, Zwenkau creció lentamente. En 1748 se contabilizaron casi 90 hogares. Esto equivalía a 450-500 habitantes. Después de la guerra de los Siete Años la ciudad experimentó un auge comercial y la población se quintuplicó en menos de un siglo. De manera que antes de que empezara la industrialización en Europa, se contaron 2.419 residentes en 1834. En la primera mitad del siglo XX, Zwenkau se desarrolló rápidamente debido a la industria de la minería del lignito y negocios dependientes. Desde 1950 a 1990 la ciudad perdió un 40% de sus residentes. Desde entonces, la población se ha incrementado debido sobre todo a la amalgama de pueblos y ciudades rurales cercanos.
| Año        | 1871 | 1890 | 1910 | 1925 | 1939 | 1946  | 1964 | 1990 | 2000 | 2007 |
| Residentes | 3058 | 3628 | 4661 | 5283 | 9513 | 11821 | 9800 | 7351 | 8932 | 8859 |

## Consejo local
Las elecciones de mayo de 2014 dieron los siguientes resultados:
- CDU: 9 concejales
- Freie Wählergemeinschaft „Gemeinsam für Zwenkau“ e. V. (GfZ) (Juntos por Zwenkau): 5 concejales
- SPD: 2 concejales
- La Izquierda: 2 concejales

## Hijos e hijas de la ciudad
- Adolf Ferdinand Weinhold (1841-1917), profesor de física en Chemnitz, pionero de la electrificación de Sajonia y coinventor del vaso Dewar, de la que el deriva el principio de termo.
- Frank Baum (n. 1956) futbolista internacional con la DDR y ganador de medalla de plata en los Juegos Olímpicos de 1980.
- Uwe Zötzsche (n. 1960), futbolista internacional con la DDR y finalista en la final de la copa UEFA en Atenas, 1987.
- Rüdiger Selig (n. 1989), ciclista.

## Galería

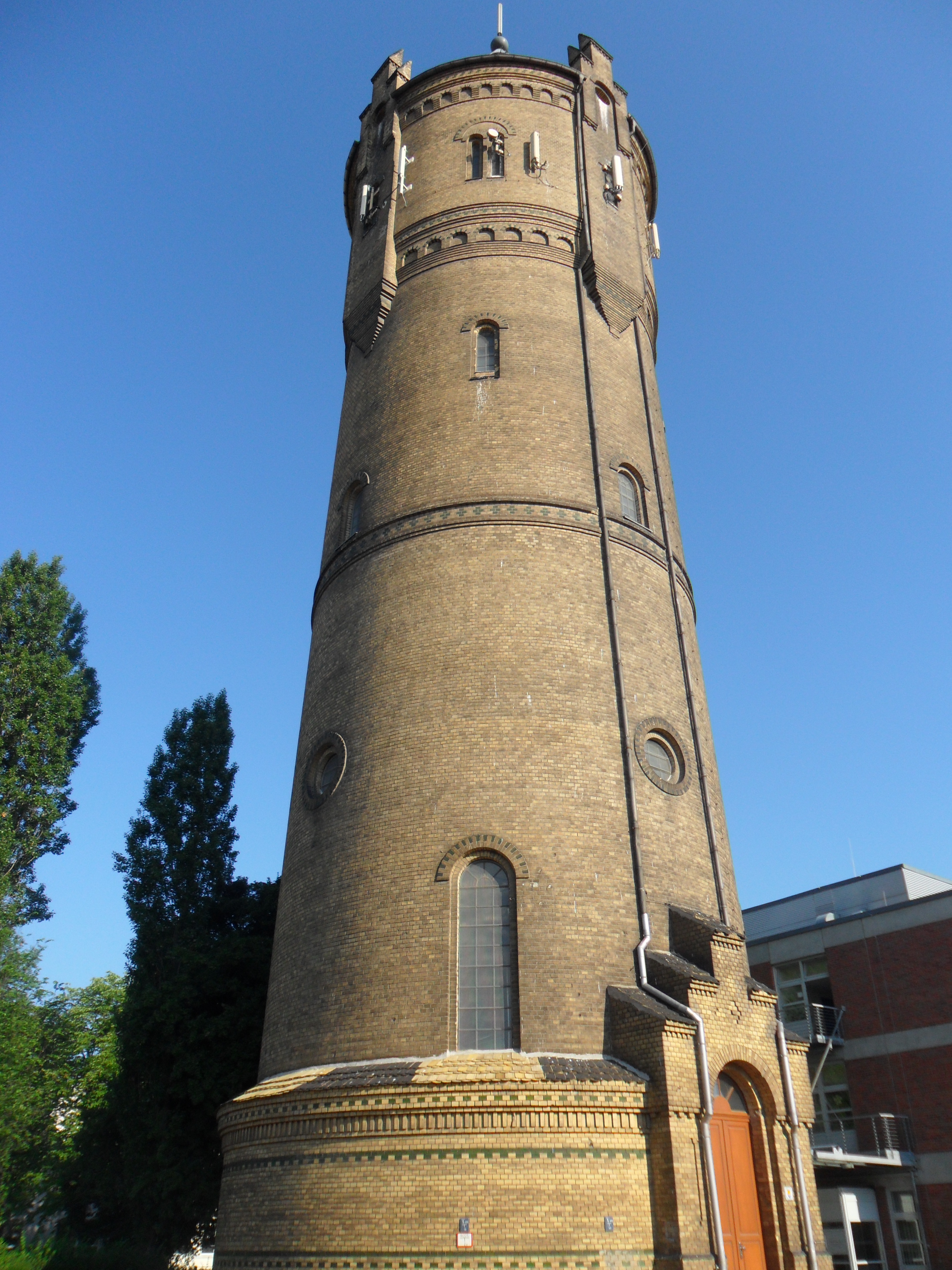
Torre de agua
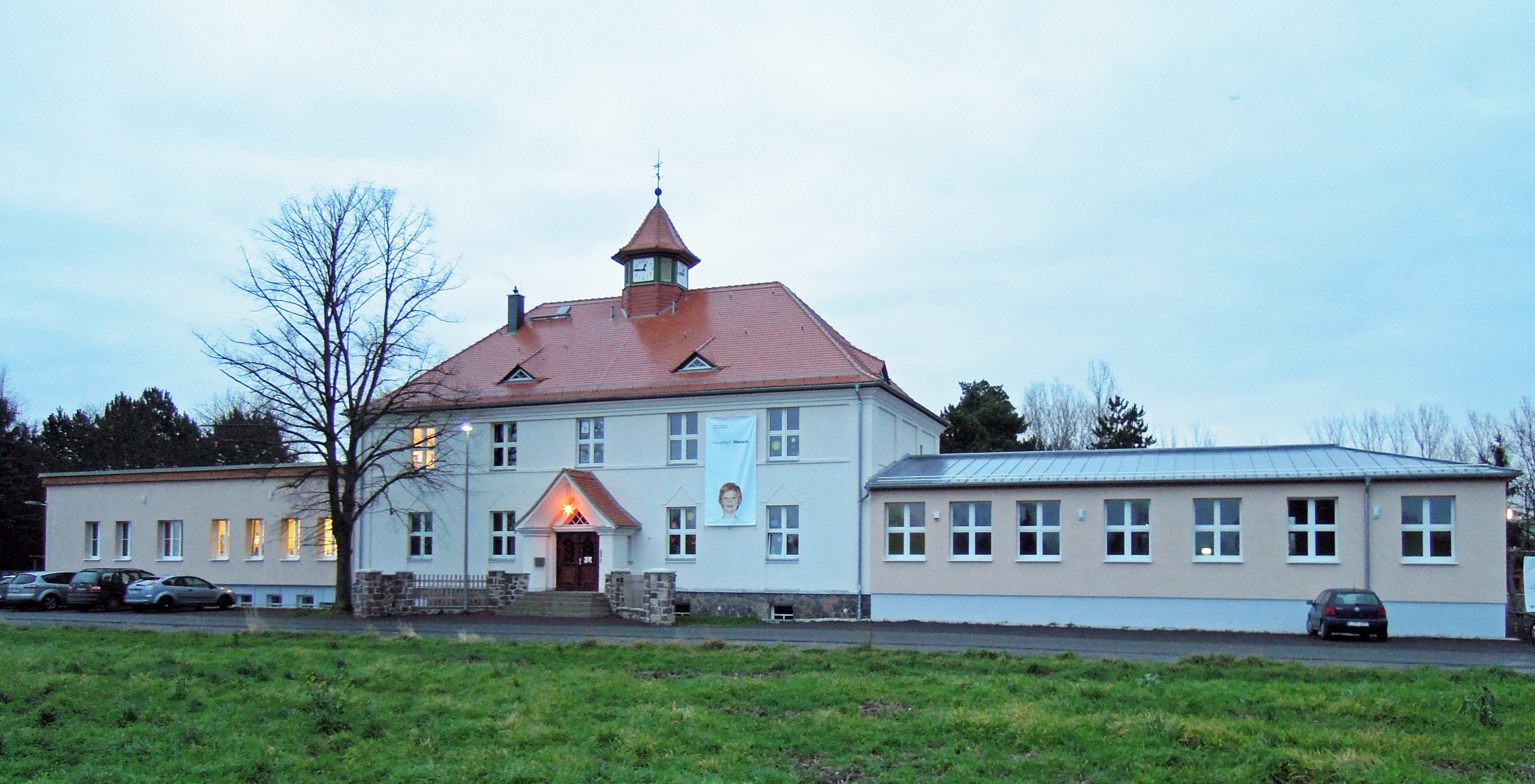
Escuela primaria en Döhlen
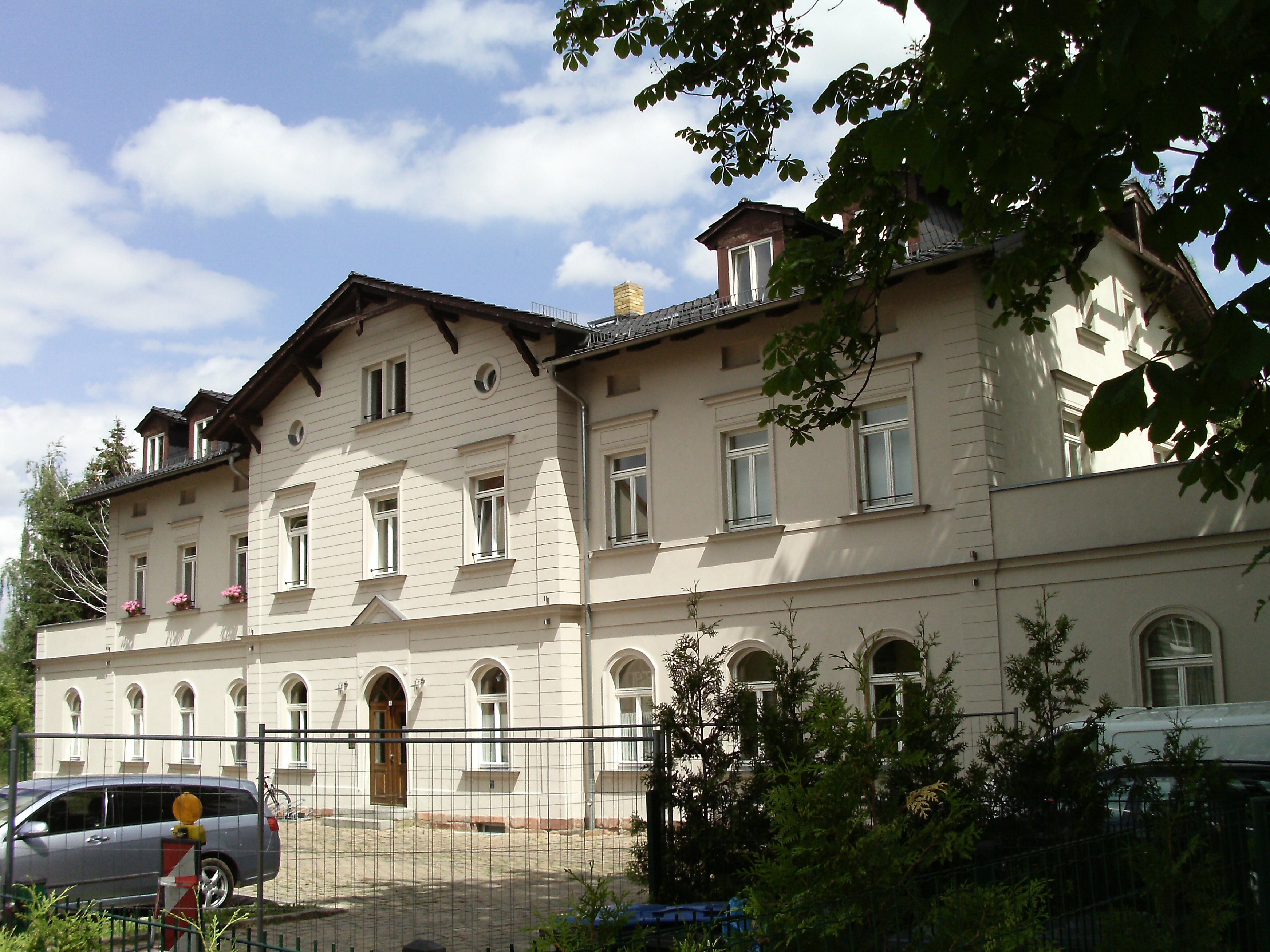
Estación de Zwenkau
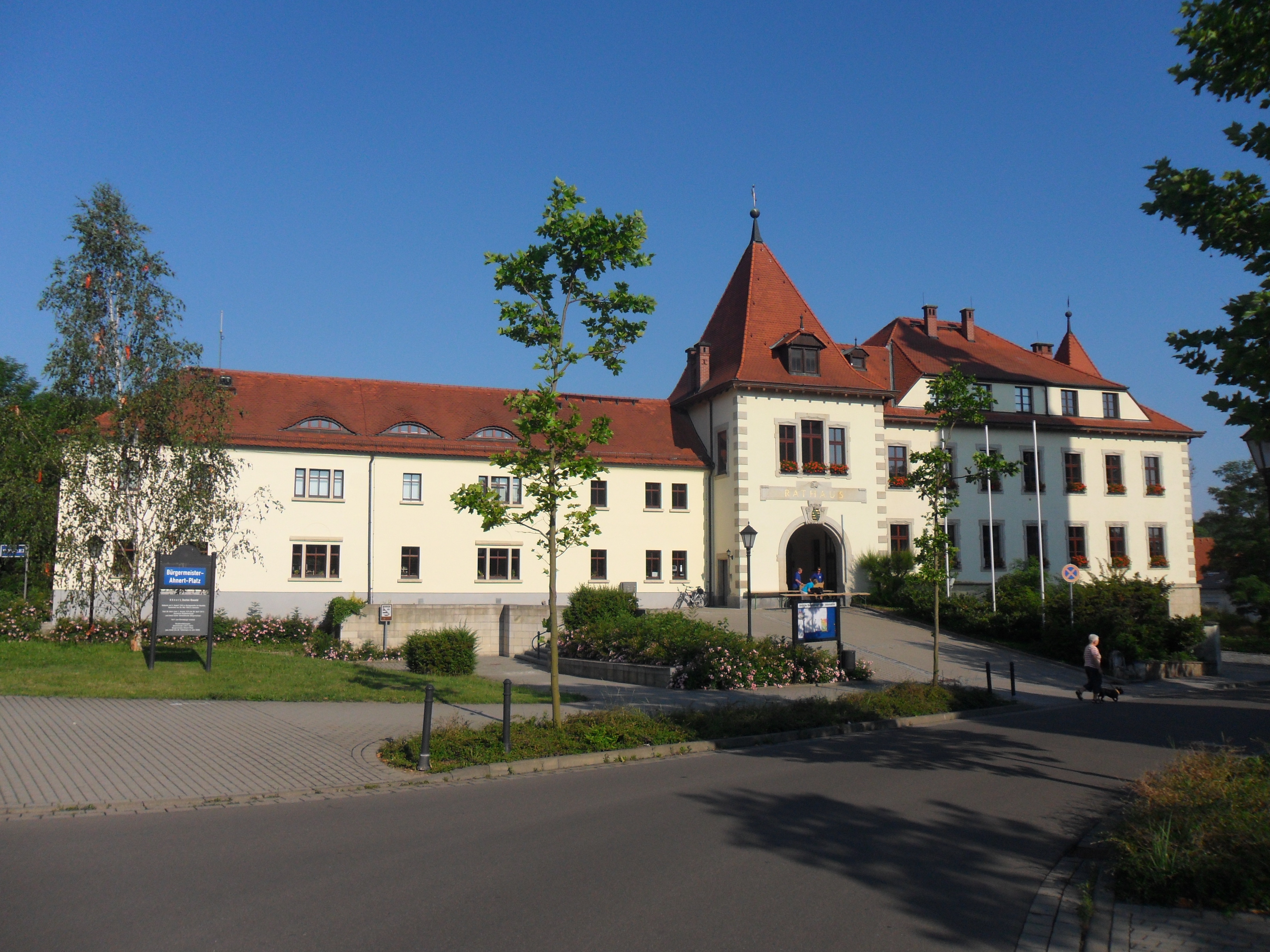
Ayuntamiento